# Marlon Mack
Marlon Devon Mack (Sarasota, 7 marzo 1996) è un giocatore di football americano statunitense che milita nel ruolo di running back per i San Francisco 49ers della National Football League (NFL). Al college ha giocato a football per i South Florida Bulls.

## Carriera universitaria

### Stagione 2014
Mack al college giocò a football all'Università della Florida Meridionale dal 2014 al 2016. Nella sua prima partita come freshman nel 2014, raggiunse il record dell'Università di yard corse in una singola partita con 275 yard. Chiuse la stagione con 1.041 yard corse, record dell'Università per un freshman, 202 corse e 9 touchdown con più di 12 partite da titolare.

### Stagione 2015
Come sophomore nel 2015, disputò tutte le 12 partite come titolare e registrò 210 corse per 1.381 yard e 9 touchdown.

### Stagione 2016
Durante la sua stagione come junior, Mack divenne il giocatore con più yard corse nella storia dell'Università della Florida Meridionale, superando le 2.731 yard corse di Andre Hall. Mack chiuse la stagione con 174 corse, 1.187 yard e 15 touchdown. Dopo la fine della stagione Mack partecipò al Draft NFL 2017. Terminò la sua carriera universitaria con 586 corse per 3.609 yard e 32 touchdown..

### Riconoscimenti vinti
- Prima formazione ideale All-AAC (2014, 2015, 2016)
- Rookie dell'anno della AAC (2014)

### Statistiche
| Stagione | Squadra       | Partite | Partite | Corse | Corse | Corse | Corse | Ricezioni | Ricezioni | Ricezioni | Ricezioni |
| Stagione | Squadra       | P       | PT      | Ten   | Yard  | Media | TD    | Ric       | Yard      | Media     | TD        |
| -------- | ------------- | ------- | ------- | ----- | ----- | ----- | ----- | --------- | --------- | --------- | --------- |
| 2014     | South Florida | 12      | 12      | 202   | 1.041 | 5,2   | 9     | 21        | 160       | 7,6       | 0         |
| 2015     | South Florida | 12      | 12      | 210   | 1.381 | 6,6   | 8     | 16        | 111       | 6,9       | 1         |
| 2016     | South Florida | 12      | 12      | 174   | 1.187 | 6,8   | 15    | 28        | 227       | 8,1       | 0         |
| Carriera | Carriera      | 36      | 36      | 586   | 3.609 | 6,2   | 32    | 65        | 498       | 7,7       | 1         |

## Carriera professionistica

### Indianapolis Colts

#### Stagione 2017
Mack fu scelto nel corso del quarto giro (143º assoluto) nel Draft NFL 2017 dagli Indianapolis Colts.
Il 10 settembre 2017 debuttò come professionista subentrando nella gara del primo turno contro i Los Angeles Rams correndo per 24 yard, segnando il suo primo touchdown e perdendo un fumble. In più registrò la sua prima ricezione in carriera, un passaggio per 21 yard dal quarterback Scott Tolzien. Nella vittoria del quinto turno sui San Francisco 49ers fu decisivo correndo 91 yard e segnando il suo secondo touchdown. Chiuse la sua stagione da rookie con 358 yard corse e tre touchdown, e 21 ricezioni per 225 yard e un touchdown.

#### Stagione 2018
Nella vittoria del settimo turno contro i Buffalo Bills per 37–5, Mack corse 19 volte per 126 yard e segnò due touchdown (record in carriera). Nella partita del turno contro gli Oakland Raiders, Mack corse 25 volte per 132 yard e 2 touchdown, divenendo il primo giocatore dei Colts da Joseph Addai nel 2007 a fa registrare più di 100 yard corse in partite consecutive; in aggiunta ricevette due passaggi per 17 yard, contribuendo alla vittoria della squadra per 42–28. Nella partita del quindicesimo turno contro i Dallas Cowboys, Mack corse per 27 volte per 139 yard (entrambi record in carriera) e segnò due touchdown; i Colts vinsero per 23–0. Fu il secondo giocatore a correre per oltre 100 yard contro i Cowboys in stagione, e il primo dal 2015 a correre per almeno 100 yard e segnare due touchdown. Inoltre divenne il terzo giocatore nella storia dei Colts a correre per almeno 125 yard e due touchdown in più partite in una sola stagione, unendosi a Eric Dickerson (1987) e a Edgerrin James (1999 e 2005). Mack terminò la stagione 2018 con dodici presenze (di cui dieci da titolare), 195 corse per 908 yard e 12 touchdown; fece registrare inoltre 17 ricezioni per 103 yard e un touchdown.
Nella vittoria nel Wild Card Round contro gli Houston Texans per 21–7, Mack stabilì un nuovo record di franchigia nei play-off, facendo registrare 24 corse per 148 yard e un touchdown.

#### Stagione 2019
Nel primo turno della stagione 2019 Mack corse 174 yard nella sconfitta contro i Los Angeles Chargers, il massimo per un giocatore dei Colts da Edgerrin James nel 2004, venendo premiato come running back della settimana. Nella settimana 11 corse 109 yard prima di fratturarsi una mano contro i Jacksonville Jaguars e lasciare il terreno di gioco. Venne tuttavia ancora premiato come running back della settimana.

#### Stagioni 2020 e 2021
Nella prima partita della stagione 2020 contro i Jacksonville Jaguars Mack si ruppe il tendine d'Achille, venendo costretto a perdere tutta l'annata.
Il 17 marzo 2021 Mack firmò con i Colts un rinnovo annuale del valore di 2 milioni di dollari.

### Houston Texans
Rimasto free agent, l'11 aprile 2022 si accasò agli Houston Texans. Relegato alla squadra di allenamento, il 5 settembre 2022 venne svincolato.

### San Francisco 49ers
Il 14 settembre 2022 venne ingaggiato dai San Francisco 49ers come membro della squadra di allenamento. Una settimana più tardi venne promosso nel roster attivo, rimanendovi fino all'11 ottobre, per poi ritornare alla squadra di allenamento.

## Palmarès
- Running back della settimana: 2

1ª e 11ª del 2019